# Goldmedaille der Guildhall School of Music and Drama
Die Goldmedaille der Guildhall School of Music and Drama wird jedes Jahr im April an den Gewinner des Musikwettbewerbs der Schule verliehen. Sie wird abwechselnd an einen Sänger und einen Instrumentalisten vergeben. Goldmedaillen werden auch für andere Aspekte des Schulprogramms wie z. B. Schauspiel verliehen.

## Liste der Goldmedaillengewinner
- 1924: Isidore Godfrey (Klavier)
- 1933: Max Jaffa
- 1938: Gordon Bartlett Holdom (Bariton)
- 1960: Jacqueline du Pré (Cello)
- 1968: Barbara Flynn
- 1980: Julian Tear
- 1981: Susan Bickley
- 1982: Simon Emes
- 1983: Carol Smith
- 1984: Kyoko Kimura
- 1985: Peter Rose
- 1986: Tasmin Little (Geige)
- 1987: Juliet Booth
- 1998: Simon Smith
- 1989: Bryn Terfel (Bassbariton)
- 1990: Eryl Lloyd-Williams
- 1991: William Dazeley
- 1992: Katherine Gowers
- 1993: Nathan Berg
- 1994: Richard Jenkinson
- 1995: Jane Stevenson
- 1996: Stephen de Pledge
- 1997: Konrad Jarnot
- 1998: Alexander Somov
- 1999: Natasha Jouhl
- 2000: Maxim Rysanov
- 2001: Sarah Redgwick
- 2002: David Cohen
- 2003: Susanna Andersson
- 2004: Boris Brovtsyn
- 2005: Anna Stephany (Sopran)
- 2006: Anna-Liisa Bezrodny (Geige)
- 2007: Katherine Broderick (Sopran)
- 2008: Sasha Grynyuk (Klavier)
- 2009: Gary Griffiths (Bariton)
- 2010: Martyna Jatkauskaite (Klavier)
- 2011: Natalya Romaniw (Sopran)
- 2012: Ashley Fripp (Klavier)
- 2013: Magdalena Malendowska (Sopran)
- 2014: Michael Petrov (Cello)
- 2015: Jennifer Witton (Sopran) & Marta Fontanals-Simmons (Mezzosopran)
- 2016: Oliver Wass (Harfe)
- 2017: Josep-Ramon Olivé (Bariton)
- 2018: Joon Yoon (Klavier)
- 2019: Samantha Clarke (Sopran)
- 2020: Soohong Park (Klavier)
- 2021: Tom Mole (Bariton)